# Grandidierina rubrocaudata
Grandidierina rubrocaudata — вид сцинкоподібних ящірок родини сцинкових (Scincidae). Ендемік Мадагаскару.

## Поширення і екологія
Grandidierina rubrocaudata мешкають на південному заході острова Мадагаскар, від Менабе до Аціму-Андрефани, як у прибережних, так і внутрішніх районах. Вони живуть в сухих, колючих тропічних лісах, що ростуть на піщаних ґрунтах. Зустрічаються на висоті до 690 м над рівнем моря.

## Збереження
МСОП класифікує цей вид як вразливий. Grandidierina fierinensis загрожує знищення природного середовища.